# 泗溪镇 (上高县)
泗溪镇，是中华人民共和国江西省宜春市上高县下辖的一个乡镇级行政单位。

## 行政区划
泗溪镇下辖以下地区：
泗溪集镇社区、良田村、城头村、安塘村、中宅村、曾家村、洋港村、杜家村、淋溪村、胡家村、漕港村、张家村、游市村、熊家村、官桥村、小港村、床里村、墓田村、塘下村、刘家村、芦家园村、马岗村和叶山村。